# Messier 87
Messier 87 (M87) is een elliptisch sterrenstelsel in het sterrenbeeld Maagd (Virgo). Het is op 18 maart 1781 door Charles Messier in zijn catalogus opgenomen. Het wordt als sterkste radiobron in dit sterrenbeeld ook wel Virgo A genoemd en is het grootste stelsel in de Virgocluster. Het is wat groter dan de Melkweg maar omdat het niet schijfvormig maar vrijwel bolvormig is bevat het veel meer sterren, schattingen lopen tot aan een biljoen (1012) zonnemassa's aan sterren. Volgens huidige inschattingen zijn er daarnaast bij M87 4000 tot wel 15 000 bolvormige sterrenhopen (de Melkweg heeft er maar ongeveer 150).

## Zwart gat
M87 is een actief sterrenstelsel en er zijn sterke aanwijzingen dat zich een superzwaar zwart gat bevindt in het centrum van M87 ter grootte van 3-6 miljard zonnemassa's. Een in 1918 door Heber Curtis ontdekte jet strekt zich uit over ongeveer 7000 tot 8000 lichtjaar. De jet is naar ons toe gericht, er zou een tweede jet aan de achterkant van dit stelsel staan (in 1967 ontdekt door Halton Arp) die echter veel moeilijker te zien is.
Berekeningen aan de straal als ook aan een schijf van zeer snel roterende gassen om het centrum van M87 heen tonen aan dat het zwarte gat in het centrum van dit stelsel 3 miljard zonnemassa's zwaar is. Computersimulaties waarbij ook de halo van het stelsel werd meegenomen en observaties van onder meer het Gemini-observatorium, tonen echter aan dat dit zwarte gat 6,4 miljard maal zwaarder is dan de zon.
Het zwarte gat wordt ook wel Pōwehi genoemd.

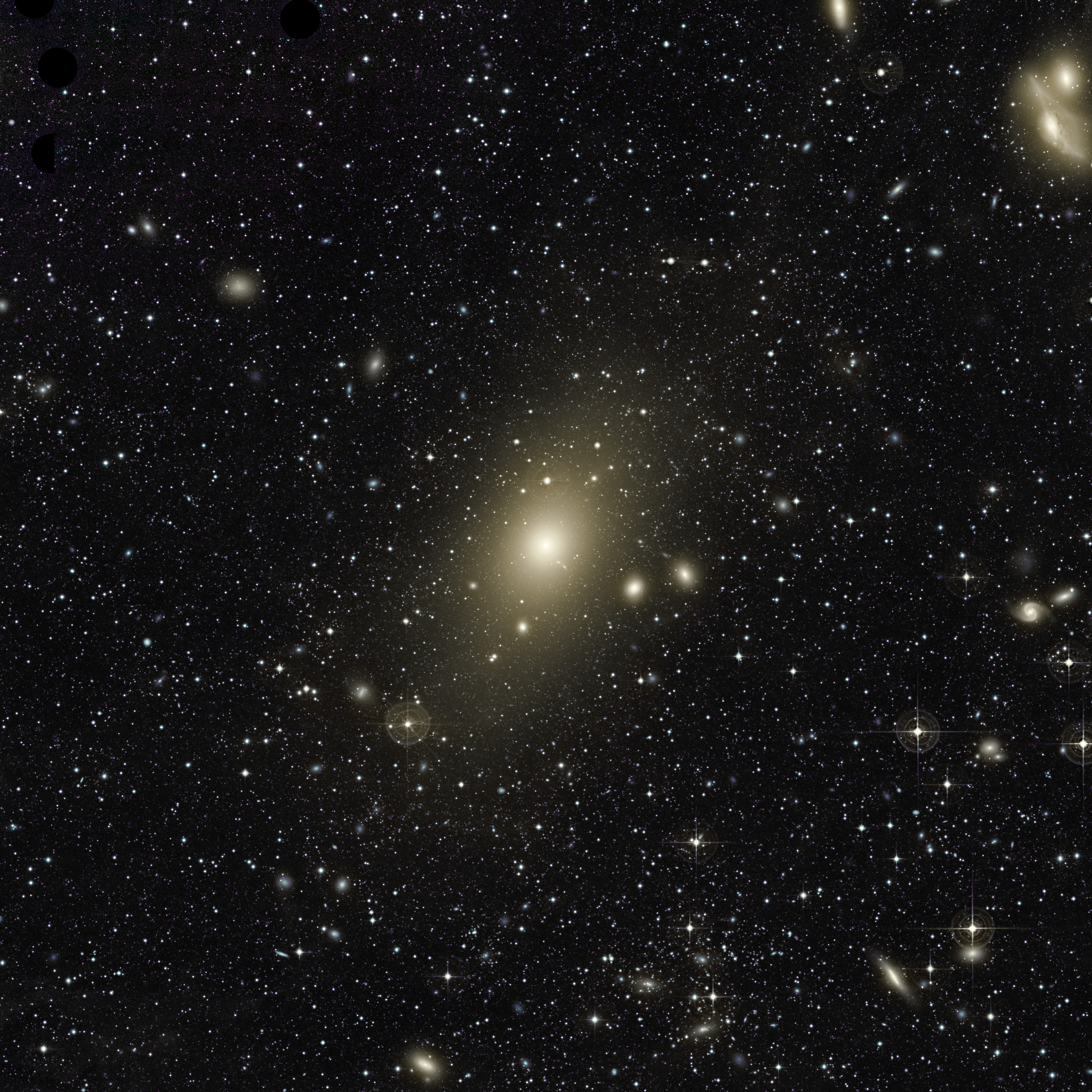
Halo rond M87
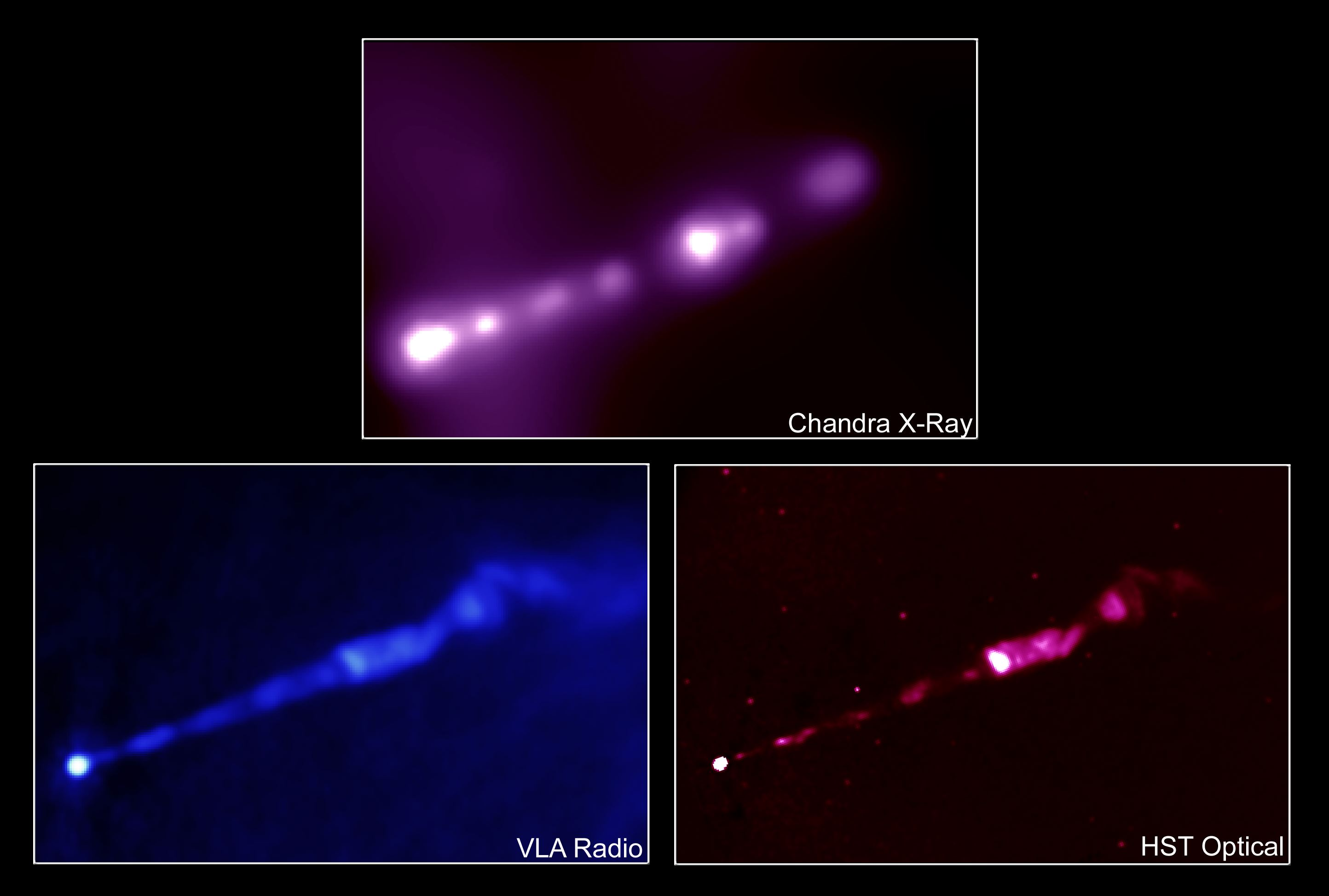
M87's jet gezien door Chandra X-ray Observatory (paars), VLA (blauw), en Ruimtetelescoop Hubble (rood)
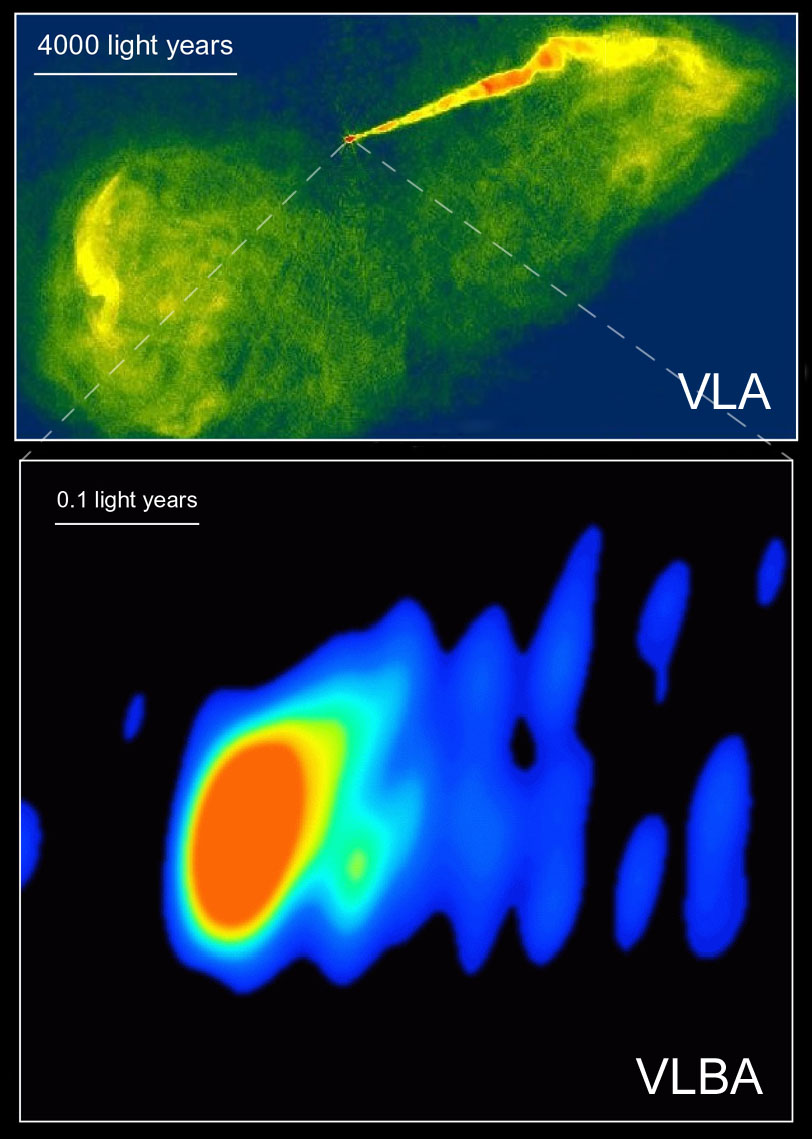
M87 gemeten met VLA (boven) en het centrum met VLBA (onder)
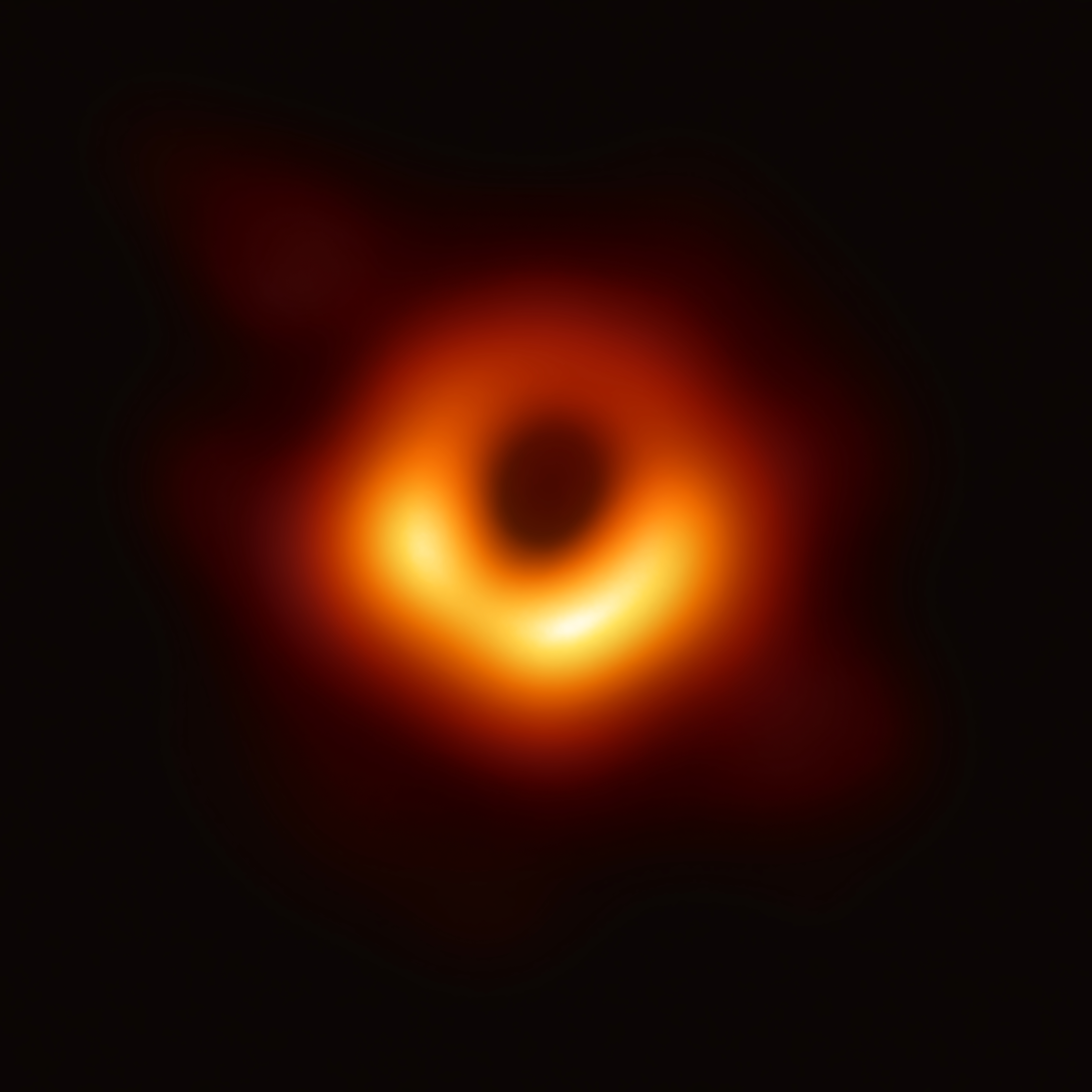
Het superzwaar zwart gat in M87 gemeten bij een golflengte van 1,3 mm door de Event Horizon Telescope (VLBI)